# Albrecht Peter Kann
Albrecht Peter Kann (* 29. Mai 1923 in Köln; † 1996 in Hamburg) war ein deutscher Journalist und Western- und Krimiautor.

## Leben
Kann arbeitete zunächst als Journalist im Ausland und für die TV-Zeitschrift Hörzu, bevor er sich dem Schreiben von Romanen zuwandte. 1958 entwickelte er mit dem Verleger Otto Melchert eine der bedeutendsten Westernreihen, Die Wyatt Earp Story. Er veröffentlichte seine Texte unter verschiedenen Pseudonymen, zum Beispiel Jerry Cotton, Tex Williams, William Mark, Peter Altenburg, Peter Cann, Jonny Kent, Al Cann, William Mark, Jack Farland und Frank Laramy. 

## Schriften (Auswahl)
- Karl May, so war sein Leben. Hamburg 1979, OCLC 718586308.
- Heile dich selbst mit Kneipp. Preiswerte Medizin aus Gottes Garten. Ein Ratgeber für viele Leiden. Hamburg 1980, ISBN 3-87152-040-3.
- Der Mann, der Doc Holliday war. Die Geschichte eines legendären Lebens. Hamburg 1986, ISBN 3-87152-213-9.